# Lewis R. French (шхуна)
Lewis R. French — двухмачтовая шхуна 1871 года постройки.
Порт приписки — город Кэмден штата Мэн, США.
Это старейшее из сохранившихся парусных судов, построенных в штате Мэн. Штат стал центром деревянного судостроения после Гражданской войны в США.
В 1992 году шхуна признана Национальным историческим памятником США.
Шхуна спущена на воду 28 апреля 1871 года, принадлежала двум братьям французам и названа в честь их отца. С 1905 года шхуна использовалась как грузовое судно до 1971 года, после чего за три года была перестроена для перевозки пассажиров.